# Stemma codicum

Representación según Cesare Questa del stemma de las obras de Plaute : a la derecha, la fecha estimada de los códices de accord con los testigos, designados por cartas.

En filología, un stemma codicum (o simplemente stemma, plural stemmata)  es una tabla genealógica de los manuscritos originales del mismo trabajo. El término stemma codicum, viene del griego antiguo στέμμα, stemma, pequeña cinta, corona (puesto que, en Roma, el cuadro genealógico que contenía imágenes de los antepasados, se adornaba con coronas), y del latín codicum, genitivo plural de códice, manuscrito.

## Descripción
La filología tiene como objeto el estudio  de la estructura y la evolución de una lengua mediante el análisis y la interpretación de textos y manuscritos antiguos. La paleografía es la disciplina que permite descifrar estos manuscritos.
Cuando un texto tiene varias fuentes, provenientes de varios manuscritos que pueden ser de diferentes épocas, el filólogo busca establecer la filiación de los manuscritos entre ellos: su genealogía, o sea, el cuadro genealógico de una o varias familias de manuscritos fuentes de una misma obra.
Los manuscritos pertenecientes a una misma familia se pueden identificar por sus elementos característicos: errores de transcripción idénticos, los pasajes que faltan (« lagunas »), por la inserción de pasajes apócrifos o reconstruidos (« interpolaciones »), etc. Al superponerse, a veces se puede reconstituir el texto común, o « arquetipo », pudiendo determinar el origen de una familia de manuscritos.
Para establecer el original de un texto, es esencial saber si un manuscrito se ha copiado de otro. Las diferencias que aparecen en el texto copiado solo pueden ser errores introducidos por el copista. Por otro lado, si los dos manuscritos no son de la misma familia, las diferencias que presenten se pueden remontar a fuentes más antiguas, por lo tanto más próximas al texto original y, en principio, más fidedigno. Históricamente, el estudio de la Biblia ha servido de banco de ensayo a estos enfoques : hipótesis del documento jahvista, de la fuente Q, etc.

## Procedimiento
Un stemma codicum se dibuja relacionando las diferentes versiones, para ver cuál es el original, en él se incluyen en letras del alfabeto latino los códices o versiones existentes y en letras griegas las reconstruidas supuestamente originales, de forma que se pueda trazar toda la historia de la transmisión de la obra. El principal estudioso de los árboles de transmisión textual fue Karl Lachmann y su detractor más destacado Joseph Bédier, quien consideraba que era un método reduccionista que no tenía en consideración influencias con saltos temporales o sociales. Los árboles siguen las convenciones de la cladística para dividirse en ramas y sub-ramas.
La selección de variantes para determinar el árbol se puede llevar a cabo por evidencia externa (la versión está datada, se incluye en citas posteriores, usa un tipo de letra determinado...) o interna (según el tipo de lengua empleada). La variante más compleja, por ejemplo, acostumbra a ser la primera, simplificada por un copista que no la entendió correctamente (es lo que se conoce como lectio difficilior). La versión con arcaísmos o con repeticiones suele corresponderse también con el original.
En cada caso, el editor escogerá la mejor lección, a menudo la más antigua o la más difícil. Cuando se llega al arquetipo, que puede corresponder a uno de los testimonios o estar reconstruido filológicamente, se usa para corregir las versiones posteriores (emmendatio).